# Arroyo de Caballero
El arroyo de Caballero o Sarandí de Caballero es un curso de agua uruguayo que atraviesa el departamento de Durazno perteneciente a la cuenca hidrográfica del Río de la Plata.
Nace en la Cuchilla Grande del Durazno y desemboca en el río Yí tras recorrer alrededor de 36 km.